# Centre de services
 (juin 2012).
Sa qualité peut être largement améliorée en utilisant un vocabulaire plus directement compréhensible.
 (février 2013).
Pour les articles homonymes, voir CDS.
Le centre de services (CDS) est une fonction (au sens « département de l’entreprise ») de service d'assistance informatique de la partie « Soutien des Services » des bonnes pratiques ITIL. Son objectif est de servir de guichet unique aux utilisateurs pour leurs besoins de services informatiques.

## Vocabulaire
Cliententité ou personne qui formalise le besoin d’un service (pour ses utilisateurs) et qui, le cas échéant, va financer le service.
Utilisateurtoute personne utilisant un bien de l’infrastructure du système d’information dans l’exécution de ses activités courantes. La personne qui utilise le service au quotidien.
Fournisseurentité responsable de la fourniture des services.
Fournisseur tiersune société tierce responsable de la fourniture, ou du support, des éléments contribuant aux services.
Demande de servicedemande de mise à disposition d’un service ou d’un bien à un utilisateur, installation d’un poste, d’un logiciel; création d’un userid Identifiant, initialisation de mots de passe, gestion des habilitations.
Assistanceconsiste à faciliter le traitement de la demande de service.
Demande d'assistancequestion portant sur le fonctionnement d’un logiciel bureautique ou métier.
Supportconsiste à fournir des conseils d’utilisation.
Incidentpanne de tout ou partie d’un matériel ou logiciel informatique qui était censé fonctionner.
Incident majeurincident ayant un grand impact sur la marche de l’organisation ou des affaires.

## Concept
Points-clés :
- Point de contact central entre l’utilisateur et la gestion des services informatiques.
- Prend en charge tous les incidents et toutes les demandes et offre une interface pour tous les autres processus.
- Une interface qui représente le fournisseur de services.
- Une orientation « satisfaction du client ».
- Une harmonie des personnes formant l’équipe, les processus et la technologie fournit un service professionnel.

Les différents types de centres de service :
- le centre de services local : inter sites pour une même société ;
- le centre de services central : maison mère ;
- le centre de services virtuel : destiné à l’infogérance.

## Responsabilités
- La réception et l’enregistrement de tous les appels des utilisateurs, quel que soit le moyen utilisé (téléphone, courriel, passage physique dans des locaux, formulaire WEB).
- La classification et le soutien initial de tous les incidents : diagnostic et premier essai de résolution et/ou escalade des incidents non résolus conformément aux niveaux de services convenus.
- Le suivi des demandes des utilisateurs et l’information de ces derniers.
- La production des tableaux de bord.